# Fujieda
Fujieda (japanska: 藤枝市  ?, Fujieda-shi) är en stad i Shizuoka prefektur i Japan. Staden fick stadsrättigheter 1954.